# Frederick North (5e comte de Guilford)
Pour l’article homonyme, voir Frederick North.
Frederick North, 5e comte de Guilford, né le 7 février 1766 et mort le 14 octobre 1827, est un homme politique britannique.

## Biographie
Il est Secrétaire d'État pour la Corse de 1794 à 1796 pendant l'éphémère royaume anglo-corse et premier gouverneur colonial du Ceylan britannique entre 1798 et 1805. North appareille de Londres en janvier 1798 à bord du Brunswick, un vaisseau de la compagnie des Indes mais ne quitte l’île de Wight que le 18 février après y avoir attendu quelque deux semaines les vents favorables.
Il est le fils de Frederick North, 2e comte de Guilford.

## Distinctions
- Ordre de Saint-Michel et Saint-Georges Chevalier Grand-croix (GCMC).
- Membre de la Royal Society